# Laura (série télévisée)
Pour les articles homonymes, voir Laura.
Production
Diffusion
Laura est une série télévisée française réalisée par Akim Isker d'après un scénario de Frédéric Krivine et Marie Kremer.
Ce thriller dramatique est une coproduction de Tetra Media Fiction, Torcello et France Télévisions.

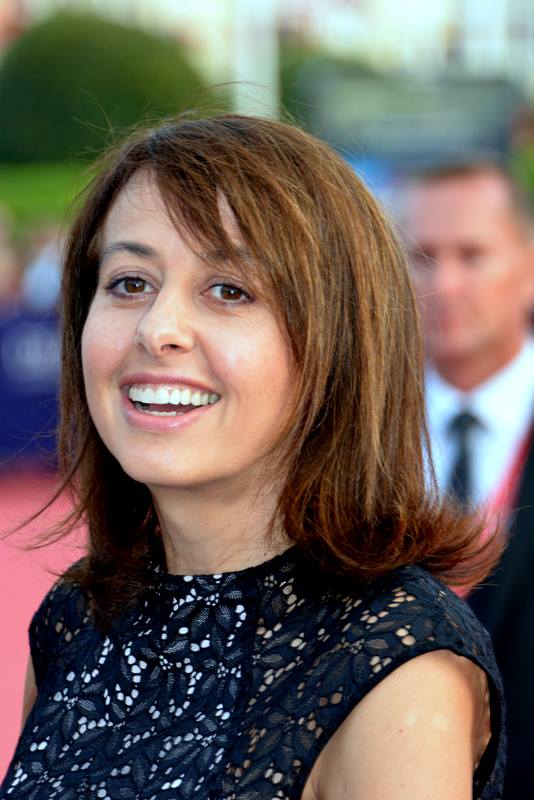
Valérie Bonneton.

## Synopsis
Dans une bourgade tranquille, Laura, pharmacienne, mère et fondatrice d’un collectif de soutien aux femmes battues, est témoin, sans pouvoir intervenir, d’un meurtre sexiste. Choquée par l’immobilisme des forces de l’ordre et l’indifférence du système judiciaire, elle choisit de riposter à la brutalité masculine par une violence assumée…

## Distribution
- Valérie Bonneton : Laura
- Samir Guesmi : David
- Pascal Rénéric : Julien
- Pauline Parigot : Camille
- Yannick Rénier : Jean-Marie
- Catherine Ame : Aminata

## Production

### Genèse et développement
Ce thriller dramatique est une coproduction de Tetra Media Fiction, Torcello et France Télévisions réalisée pour France 2 avec le soutien de la région Grand Est et du Centre national du cinéma et de l'image animée,,,,,.
La série est créée et écrite par Frédéric Krivine et Marie Kremer, et réalisée par Akim Isker,,,,,,.
La production est assurée par Emmanuel Daucé et Léa Gabrié pour Tetra Media Fiction et Frédéric Krivine pour Torcello,,.

### Tournage
Le tournage de la série se déroule du 6 mars au 7 mai 2025 à Nancy et Metz en région Grand Est,,,,,.
En fin de tournage, des scènes sont tournées à l'ancienne maison d'arrêt de Troyes, en Champagne, une maison d'arrêt qui n'accueille plus de détenus depuis la fin de l'année 2023.

### Fiche technique
Sauf indication contraire, les informations mentionnées dans cette section peuvent être confirmées par la base de données cinématographiques Allociné,  présente dans la section « Liens externes ».
- Titre français : Laura
- Genre : Thriller dramatique[5]
- Production : Emmanuel Daucé, Léa Gabrié et Frédéric Krivine[6],[10]
- Sociétés de production : Tetra Media Fiction, Torcello et France Télévisions[1],[2],[3],[4],[5],[6],[10]
- Société de distribution : France Télévisions[1],[7],[6]
- Réalisation : Akim Isker[1],[7],[3],[8],[9],[5],[6]
- Scénario : Frédéric Krivine et Marie Kremer[7],[3],[8],[9],[5],[6]
- Décors : Ann Chakraverty[3]
- Photographie : Julien Bullat[3]
- Pays de production :  France
- Langue originale : français
- Format : couleur
- Nombre de saisons : 1
- Nombre d'épisodes[1],[5] : 4
- Durée : 52 minutes[1],[5]
- Dates de première diffusion :